# Antapistis baccata
Antapistis baccata là một loài bướm đêm trong họ Noctuidae.